# Unai Vencedor
Unai Vencedor Paris (Bilbao, 15 novembre 2000) è un calciatore spagnolo, centrocampista dell'Athletic Bilbao.

## Caratteristiche tecniche
È un centrocampista bravo tecnicamente ed abile nel verticalizzare la manovra.

## Carriera
Nato a Bilbao, cresce calcisticamente nel Santutxu per poi approdare all'Athletic Bilbao nel 2017. Dopo un anno giocato con le formazioni giovanili viene aggregato al Bilbao Athletic dove si ritaglia un ruolo da titolare nelle successive due stagioni di Segunda División B giocando 63 incontri e segnando 5 reti. Ad inizio 2020 inizia ad essere aggregato al gruppo della prima squadra ed il 16 febbraio debutta nella Liga giocando da titolare l'incontro del San Mamés perso 1-0 contro l'Osasuna. Al termine della stagione viene promosso definitivamente in prima squadra. L'8 febbraio 2021 rinnova il suo contratto con il club basco fino al 2025.
Il 5 agosto 2023 viene ceduto in prestito all'Eibar.
Il 10 luglio 2024 viene ceduto in prestito al Racing Santander.

## Statistiche
Statistiche aggiornate al 4 dicembre 2020.

### Presenze e reti nei club
| Stagione        | Squadra         | Campionato      | Campionato | Campionato | Coppe nazionali | Coppe nazionali | Coppe nazionali | Coppe continentali | Coppe continentali | Coppe continentali | Altre coppe | Altre coppe | Altre coppe | Totale | Totale | Totale |
| Stagione        | Squadra         | Comp            | Pres       | Reti       | Comp            | Pres            | Reti            | Comp               | Pres               | Reti               | Comp        | Pres        | Reti        | Pres   | Reti   |        |
| --------------- | --------------- | --------------- | ---------- | ---------- | --------------- | --------------- | --------------- | ------------------ | ------------------ | ------------------ | ----------- | ----------- | ----------- | ------ | ------ | ------ |
| 2018-2019       | Bilbao Athletic | SDB             | 36         | 2          |                 | -               | -               |                    | -                  | -                  |             | -           | -           | 36     | 2      |        |
| 2019-2020       | Bilbao Athletic | SDB             | 26+1       | 3+0        |                 | -               | -               |                    | -                  | -                  |             | -           | -           | 27     | 3      |        |
| 2019-2020       | Athletic Bilbao | PD              | 1          | 0          | CR              | 0               | 0               |                    | -                  | -                  |             | -           | -           | 1      | 0      |        |
| 2020-2021       | Athletic Bilbao | PD              | 5          | 0          | CR              | 0               | 0               |                    | -                  | -                  |             | -           | -           | 5      | 0      |        |
| Totale carriera | Totale carriera | Totale carriera | 69         | 5          |                 | 0               | 0               |                    | -                  | -                  |             | -           | -           | 69     | 5      |        |

## Palmarès

### Club
- Supercoppa di Spagna: 1

Athletic Bilbao: 2021